# Leonard van Utrecht
Leonard van Utrecht (Noordwijk, 25 febbraio 1969) è un ex calciatore olandese, di ruolo centrocampista, che ha militato nelle massime serie di Italia e Paesi Bassi.

## Carriera
Cresciuto a livello giovanile nel Noordwijk, ha iniziato la sua carriera professionistica nell'Excelsior, dove ha militato dal 1992 al 1994. Successivamente è passato al Cambuur, club in cui ha militato per una stagione e mezzo, realizzando 7 reti in 43 presenze.
Nell'estate 1995 il Padova, reduce da una salvezza ottenuta in un drammatico spareggio contro il Genoa sotto la pioggia di Firenze, decise di puntare sullo sconosciuto olandese: l'allora direttore sportivo Piero Aggradi cercò di emulare, ammettendo scherzosamente di «volersi giocare la camicia», il fortunato acquisto di Michel Kreek dell'anno precedente, individuando in van Utrecht il classico colpo low cost. L'esordio con la maglia biancoscudata avvenne il 19 novembre 1995 contro il Bari, allo stadio Euganeo, subentrando a metà del secondo tempo.
Collezionò 20 presenze in Serie A, realizzando una rete nella vittoria interna contro l'Atalanta, ma al termine del campionato la società veneta retrocedette in serie cadetta. La dirigenza riconfermò l'olandese durante l'estate e nella prima giornata della stagione seguente, in casa contro l'Empoli, fu proprio un suo gol in zona Cesarini a decidere la sfida; in sala stampa, ai microfoni dei giornalisti padovani, affermò di voler riportare i biancoscudati in Serie A grazie ai suoi gol.
Le buone premesse non vennero confermate sul campo: van Utrecht collezionò solamente 8 presenze in quella stagione sicché nel gennaio 1997 tornò in patria, nuovamente tra le file del Cambuur. Con il club olandese militò anche nell'Eredivisie, la massima serie olandese, collezionando 60 presenze condite da 6 reti. Terminò la sua carriera nei Paesi Bassi, giocando anche nell'ADO Den Haag e concludendo il suo percorso nel Noordwijk, il club in cui era cresciuto.

## Dopo il ritiro
Dopo la fine della carriera ha conseguito una laurea in economia e marketing dello sport, e ha insegnato allo Johann Cruyff Institute for Sport Studies.